# Zombie Infection
Zombie Infection es un videojuego de teléfono móvil desarrollado por Gameloft lanzado en 2008 para Teléfono Móvil, posteriormente lanzado en una versión remasterializada con una historia diferente el 2010 con comandos Touch y una vista en tercera persona, para el iPhone y iPod Touch.

## Argumento
En el juego los protagonistas son Anderson Stark, un policía; Shawna Michaels, una camarógrafa; y Michael Kingsley, un periodista. Todos son miembros del grupo de televisión Inside Action. Está situado en la ciudad de New York en el año 2011. 
La historia comienza cuando el equipo Inside Action recibe una llamada desde un restaurante donde ocurrió un asesinato. El equipo llega pero se dan cuenta de que el asesino es un zombi quien es asesinado por Anderson y después de esto las calles de la ciudad se ven envueltas en zombis, al volver al restaurante los cadáveres habían desaparecido porque unos soldados de la Organización Freedom Fighters Inc. se los llevan haciendo estallar el lugar. 
Más tarde, Anderson y los otros se encuentran inconsciente en distintos callejones. Ya de noche Anderson decide ir a buscar ayuda en el NYPD (New York Police Departament), donde encuentra un helicóptero de la cadena de televisión GLT TV abandonado y lo utiliza para ir a reunirse con los otros en el edificio de GLT TV. Mientras tanto Shawna y Mike se abren paso por la ciudad y llegan al edificio de televisión, donde Shawna trata de hacer todo lo posible por subir el video zombi grabado en el restaurante,mientras que Mike rescata a Adisson, la productora de Inside Action de los zombis que la persiguen, pero ella huye por otra salida. Dentro del edificio descubren que el origen de la infección es sobre un virus denominado 5V3A, conocido también como Virus Lazarus, que estaba en investigación por una compañía farmacéutica secreta de Rotwang y se dan cuenta de que él fue el protagonista de la infección. 
Después de subir a lo más alto del edificio, Mike y Shawna llegan al tejado donde Anderson los espera con el helicóptero pero Shawna se ve en problemas cuando una araña mutante llega y le bloquea el paso. Shawna aparentemente lo elimina y sube al helicóptero pero la araña se agarra del mismo haciendo estrellar al helicóptero en el parque, donde Shawna queda gravemente herida y Anderson busca en el parque un método para salir, y lo único que encuentra es un bote dañado que él mismo repara. En eso, una compañía de Freedom Fighters aparece bajo el mando del Capitán Maclane y los escolta hasta su campamento en el parque, donde atienden a Shawna y le explican al equipo que lo que pasó en el restaurante fue un error y que tienen orden de capturar a Rotwang. Luego de pelear con monstruos mutados y zombis y rescatando sobrevivientes logran salir del parque llegando a las calles de la ciudad donde se vuelven a encontrar con el Capitán Maclane quien tiene un plan para capturar a Rotwang en el restaurante. 
El equipo atraviesa las calles entre las multitudes de zombis llegando al restaurante, donde se topan con el Sr. Rotwang quien el mismo confiesa que es cómplice de lo ocurrido y huye en una furgoneta mientras que los demás lo siguen en la furgoneta de Inside Action. Finalmente, llegan a un edificio donde están los laboratorios de Rotwang, donde él los sorprende con gas nervioso dejando inconsciente al equipo. Más tarde Anderson despierta en un cuarto de pruebas, cumpliendo unos requisitos de pruebas para salir de los cuartos y luego se encuentra con su equipo y se vuelven a encontrar con Rotwang, quien le dice al equipo que la organización Freedom Fighters era la verdadera causante de la infección, pero en eso aparece Maclane quien muta en una especie de lagarto rojo y mata a Rotwang y escapa. 
Anderson se dedica a buscar los objetos para crear la cura, descubriendo en un cuarto unos clones de los tres miembros y se dan cuenta de que Rotwang los estaba utilizando en su investigación y que les daba el antídoto siempre que salían a entrevistar o hacer reportajes creyendo que eran medicamentos y por eso no se infectaron. Con todos los objetos, Anderson consigue crear el antígeno del virus y logran salir del edificio donde Adisson aparece y les dice que rocíen el antígeno con un helicóptero de bomberos, que ella les indicará donde se encuentra. Después de cruzar todo un cementerio cubierto de zombis llegan al FDNY (Fire Departament of New York) donde encuentran en el helipuerto un helicóptero de bomberos y en el contenedor de agua le agregan el antígeno y Adisson los llama por radio diciéndoles que la ciudad será destruida por un misil nuclear para evitar que la infección se extienda. En ese momento aparece Maclane que ataca al equipo dejando inconsciente a Mike y a Shawna, pero Anderson le hace frente, derrotándolo y reanimando al equipo a seguir. Suben en el helicóptero y con el agua con antígeno rocían la ciudad y los zombis mueren instantáneamente dejando a salvo la ciudad y el gobierno al saber esto no utilizará el misil nuclear. Al fin, la pesadilla termina, con la desintegración de la Organización Freedom Fighters Inc. por orden del gobierno al ver el reportaje de Inside Action sobre la infección zombi.

## Personajes
- Anderson Stark: antiguo marine, decidió ingresar a la policía de New York pero Rotwang lo contactó para participar en su programa Inside Action.
- Shawna Michaels: camarografa de documentales, Rotwang la contactó para filmar en el equipo Inside Action.
- Michael Kingsley (Mike): deportista en Iowa, pasa a los documentales al contactar con Rotwang para su programa Inside Action.
- Friedrich Anton Rotwang (Sr. Rotwang): dueño de un periódico familiar y de programas de televisión como Inside Action que son tapadera de su compañía farmacéutica, Rotwang's Pharma.
- Capitán Jonathan S. Maclane: Capitán de una compañía de Freedom Fighters, encargado de buscar y rescatar sobrevivientes en la ciudad como tapadera, pero su misión es capturar a Rotwang.
- Adisson: productora televisiva de Inside Action como tapadera para su investigación sobre el virus Lazarus y diferentes proyectos científicos en los laboratorios de Rotwang.

## Final
El juego consta de dos finales:
- Final 1 : Anderson, Mike y Shawna sobreviven y Maclane muere a manos del jugador y el equipo salva la ciudad, evitando así la propagación de la infección.
- Final 2 : Anderson abandona a Mike y a Shawna

- Datos: Q4024680